# NMB13
《NMB13》(엔엠비서틴)은 NMB48의 4번째 정규 음반이다.

## 개요
《난바 사랑 ~지금, 생각하는 것~》 이래, 6년만의 정규 음반이다.